# Hilda Taba
Hilda Taba (7 de dezembro de 1902 em Kooraste, Estônia – 6 de julho de 1967 em São Francisco, Califórnia) foi uma arquiteta, teórica de currículo, reformadora de currículo e formadora de professores. Taba estudou com John Dewey e escreveu sete livros sobre educação. Ela defendia que o currículo deveria enfocar o ensino do pensamento crítico e democrático aos alunos, em vez de apenas memorizar fatos. Ela também propôs um processo para o desenvolvimento do currículo baseado em três níveis de conhecimento: fatos, ideias básicas e princípios e conceitos. Ela trabalhou como diretora de currículo na Dalton School em Nova Iorque e como professora na San Francisco State College (agora conhecido como San Francisco State University).